# Medhat Abdel-Hady
Medhat Abdel-Hady Mohamed Badawy (arabe : مدحت عبد الهادي) (né le 12 juin 1974 au Caire en Égypte) est un footballeur international égyptien, qui évoluait au poste de défenseur.

## Biographie

### Carrière en sélection
Avec l'équipe d'Égypte, il dispute 52 matchs (pour un but inscrit) entre 1995 et 2003. 
Il figure notamment dans le groupe des sélectionnés lors des CAN de 1996 et de 1998. Il est quart de finaliste en 1996 et remporte la compétition en 1998.
Il dispute également la Coupe des confédérations de 1999. Lors de cette compétition, il joue trois matchs : contre la Bolivie, le Mexique et l'Arabie saoudite.
Il joue enfin cinq matchs comptant pour les tours préliminaires de la Coupe du monde 1998 et un match lors des tours préliminaires de la Coupe du monde 2002.

## Palmarès

### Palmarès en club
Zamalek
| - Championnat d'Égypte (3) : - Champion : 2000-01, 2002-03 et 2003-04. - Coupe d'Égypte (2) : - Vainqueur : 1998-99 et 2001-02. - Finaliste : 2005-06. - Supercoupe d'Égypte (2) : - Vainqueur : 2001 et 2002. - Finaliste : 2003 et 2004. |  | - Ligue des champions (2) : - Vainqueur : 1996 et 2002. - Coupe d'Afrique des vainqueurs de coupe (1) : - Vainqueur : 2000. - Supercoupe de la CAF (2) : - Vainqueur : 1996 et 2003. - Tournoi du Prince Faysal bin Fahad (1) : - Vainqueur : 2003. - Coupe afro-asiatique des clubs (1) : - Vainqueur : 1997. |

### Palmarès en sélection
Égypte
- Coupe d'Afrique des nations (1) :
  - Vainqueur : 1998.